# انرژی آزاد هلمولتز
انرژی آزاد هلمولتز میزانِ کار مفید قابل‌دستیابی در فرایندِ دمای ثابت و سیستم ترمودینامیکی بسته گفته می‌شود. در چنین فرایندی که دما ثابت    می‌ماند، مقدارِ منفی اختلاف انرژی هلمهولتز بینِ حالت ابتدایی و حالت نهایی فرایند برابرِ بیشنه مقدار کار مفید قابل‌دستیابی است. این کمیّت را برای نخستین بار دانشمند آلمانی، هرمان فون هلمهولتز، به‌دست آورد. به توصیۀ آیوپاک در نوشتارهای علمی این کمیّت با حرف A نشان داده می‌شود که ابتدای کلمۀ آلمانی Arbeit (کار) است. هر چند در برخی متون علمی آن را با حرف لاتین F نمایش می دهند، این کمیّت گاهی با عنوان انرژی آزاد هلمهولتز یا به‌طور ساده انرژی آزاد خوانده می‌شود. در علم شیمی، از آن برای میزانِ پتانسیل ترمودینامیکی استفاده می‌شود.

## تعریف
طبق تعریف، انرژی آزاد هلمولتز از رابطۀ زیر به‌دست می‌آید:
{\displaystyle A=U-TS\,}
که واحدِ آن در سیستم جهانی مقیاس‌ها ژول است و 
- • U انرژی درونی سیستم در مقیاس ژول،
- • T دمای سیستم در مقیاس کلوین و
- • S انتروپی سیستم در مقیاس ژول بر کلوین